# کهنه‌گگیر
کهنه‌گگیر (به لاتین: Köhnə Gəgir) یک منطقهٔ مسکونی در جمهوری آذربایجان است که در شهرستان لنکران واقع شده‌است. کهنه‌گگیر ۲۷۴ نفر جمعیت دارد.